# Robert Mudražija
Robert Mudražija (* 5. Mai 1997 in Zagreb) ist ein kroatischer Fußballspieler.

## Karriere

### Verein
Mudražija begann seine Karriere bei Dinamo Zagreb. 2012 wechselte er zum NK Zagreb. Im November 2014 debütierte er für den NK Zagreb in der 1. HNL, als er am 15. Spieltag der Saison 2014/15 gegen Dinamo Zagreb in der Startelf stand. Jener Einsatz machte ihn zum jüngsten Spieler, der jemals in der Kampfmannschaft des NK Zagreb aufgelaufen ist. Mit dem NK Zagreb musste er in der Saison 2015/16 in die 2. HNL absteigen.
Im August 2016 wechselte er zum österreichischen Zweitligisten FC Liefering. Bereits nach einer Saison in Österreich kehrte er im Sommer 2017 nach Kroatien zurück, wo er zum Erstligisten NK Osijek wechselte, bei dem er einen bis Juni 2021 gültigen Vertrag erhielt.
Am 29. Januar 2019 verkündete dann der dänische Erstligist FC Kopenhagen die Verpflichtung des Mittelfeldspielers. Die Ablösesumme belief sich auf 2,48 Millionen Euro mit einem Vertrag bis zum 30. Juni 2023. Er trägt dort die Rückennummer 24. Anfang 2021 wurde er bis zum Ende der Saison 2021/22 an den HNK Rijeka verliehen.

### Nationalmannschaft
Mudražija debütierte im August 2014 gegen Aserbaidschan für die kroatische U-19-Auswahl. 2015 absolvierte er zudem drei Spiele, in denen er zwei Treffer erzielen konnte, für die U-18-Mannschaft. Im April 2018 bestritt er ein Freundschaftsspiel für die U-20 gegen Italien (0:3) und im September machte er sein erstes Spiel für die U-21 beim 4:0-Erfolg in der EM-Qualifikation gegen Belarus.